# 대비사
대비사(大悲寺)는 경상북도 청도군 금천면 박곡리의 절이다.
운문사와는 산고개를 사이에 두고 있으며, 운문사 서쪽에 위치한다. 신라 진흥왕 18년(557)에 신승이 운문산(당시는 호거산)에 들어와 3년 후인 신라 진흥왕 21년(560)에 절을 짓기 시작하여 7년 걸려 오갑사를 완성하였는데, 서쪽의 소작갑사 또는 대비갑사라고 한 오갑사 중의 하나로 신라 진평왕 22년(600) 원광국사가 제1차로 중창한 사찰이다.이 사원의 이름을 대비사라고 한 것은 불교의 대자대비라는 뜻으로 지어진 것이라고 하나, 일설에는 당시 신라의 왕실에 대비라는 왕비가 수양차 이 절에 와서 오랫동안 지냈기 때문에 소작갑사를 대비갑사로 이름을 바꾸었다고 하나 사실여부는 밝혀지지 않고 있다.창건 당시에는 박곡리 마을 안에 있던 것을 고려 때에 지금의 자리로 옮겨 왔다고 한다. 이 절에 고승 대덕들이 많이 주석하고, 왕래하였다는 사실을 입구 동쪽 산기슭에 줄지어 서 있는 11기의 고승 대덕들의 부도를 보고 추측할 수 있다.대웅전은 보물 제834호로 지정되어 있으며 전면 3칸, 측면 3칸의 전형적인 다포식 맞배집이다. 대웅전 불단 내부에서 묵서가 발견되어 조선 숙종 11년(1685)에 중건한 것으로 알려졌다.

## 같이 보기
- 청도 대비사 대웅전
- 청도 대비사 석조석가불좌상
- 청도 대비사 영산회상도